# 柳湾遗址
柳湾遗址，又名柳湾墓群、柳湾墓地，位于中华人民共和国青海省海东市乐都区，是于1974年在青海境内发现的新石器时代至青铜时代遗址，历史年代距今4600年—3600年，文化上并存马家窑文化、齐家文化、辛店文化等多种不同类型，被认为是中国黄河上游一带发掘规模最大的一处原始社会氏族公共墓群。2006年，柳湾遗址入选第五批全国重点文物保护单位。

## 发掘历史
柳湾遗址最早发现于1974年，是年春，当地生产大队成员在开荒挖渠时发现了该遗址中的遗存，其后，中国人民解放军巡回医疗队向青海省文化局汇报此事，中国科学院考古研究所青海队和青海省文物管理处考古队遂于当年7月正式启动对遗址的发掘工作。其后的4年间，中国科学院、北京大学、西北大学和甘肃省博物馆等机构相继对柳湾遗址进行了大规模发掘，发掘出1500座马家窑文化、辛店文化的古墓葬，1978年之后，又有230座墓葬相继被发掘。2000年，为配合青海柳湾彩陶博物馆的建设，在柳湾村内进行了新一轮的发掘，发现了辛店文化和马家窑文化马厂类型的居住区遗址。2006年，柳湾遗址入选第五批全国重点文物保护单位。

## 遗址概况
柳湾遗址坐落在柳湾村湟水河北岸，距乐都区中心15公里，距西宁市区70余公里，占地约11万平方米，东西长450米，并被被台地包围，南北宽250米，呈北侧高南侧低的地势走向，又可细分为三级阶地，其中第一级为居住遗址，第二、三级的黄土坡上则为墓地。
发掘出的墓地共1730座，历史年代横跨距今4600—3600年的，又分为东、中、西3个墓区，其中1041座墓葬属于马家窑文化马厂类型，主要分布在中区，为长方形竖穴土坑墓，内有平面呈“凸”字形的洞室和墓道等结构；257座墓葬属于马家窑文化半山类型，主要为长方形竖穴土坑墓；427座墓葬属于齐家文化，主要分布在西区，形制则类似马厂类型，内有较为独特的独木棺葬具；5座墓葬属于辛店文化，主要是椭圆形或圆形的竖穴土坑墓。
随墓葬出土的是近38000件各类文物，包括17000余件陶器以及石器、玉器、骨器和海贝等品类。石器有斧、锛、凿和刀等，这些遗存表明当时从属于马家窑文化半山类型的人们以原始的农业为主要经济活动；出土的纺轮表明了当时有一定的纺织业存在；陶器多为夹砂和泥质的彩陶，器型有壶、葫芦形的罐等，饰以黑红相间的锯齿纹、蛙形纹和圆圈纹等纹路，还有人面形与裸人形的浮雕，这一具有夸张风格的人像浮雕被认为具有一定的宗教含义。